# Karpiwci (obwód żytomierski)
Karpiwci (ukr. Карпівці, hist. pol. Karpowce) – wieś na Ukrainie, w obwodzie żytomierskim, w rejonie żytomierskim, w hromadzie Olszanka. W 2001 liczyła 1537 mieszkańców.